# باتريك جونز (كاتب)
باتريك جونز (بالإنجليزية: Patrick Jones)‏ هو كاتب للأطفال وكاتب وأمين مكتبة أمريكي، ولد في 1961.